# Damirina laccadivensis
Damirina laccadivensis är en svampdjursart som beskrevs av Thomas 1989. Damirina laccadivensis ingår i släktet Damirina och familjen Acarnidae.
Artens utbredningsområde är havet utanför Indien. Inga underarter finns listade i Catalogue of Life.